# Chen Wan-ting
Chen Wan-ting (chiń. trad. 陳菀婷; pinyin Chén Wǎntíng; ur. 25 listopada 1990 w Taoyuan) – tajwańska siatkarka. Wielokrotna reprezentantka kraju.
Podczas mistrzostw Azji w 2017 pełniła funkcję kapitana tajwańskiej reprezentacji.